# Neobisium moreoticum
Neobisium moreoticum es una especie de arácnido del orden Pseudoscorpionida de la familia Neobisiidae.

## Distribución geográfica
Se encuentra en Grecia y Rusia.